# 山东旅游业

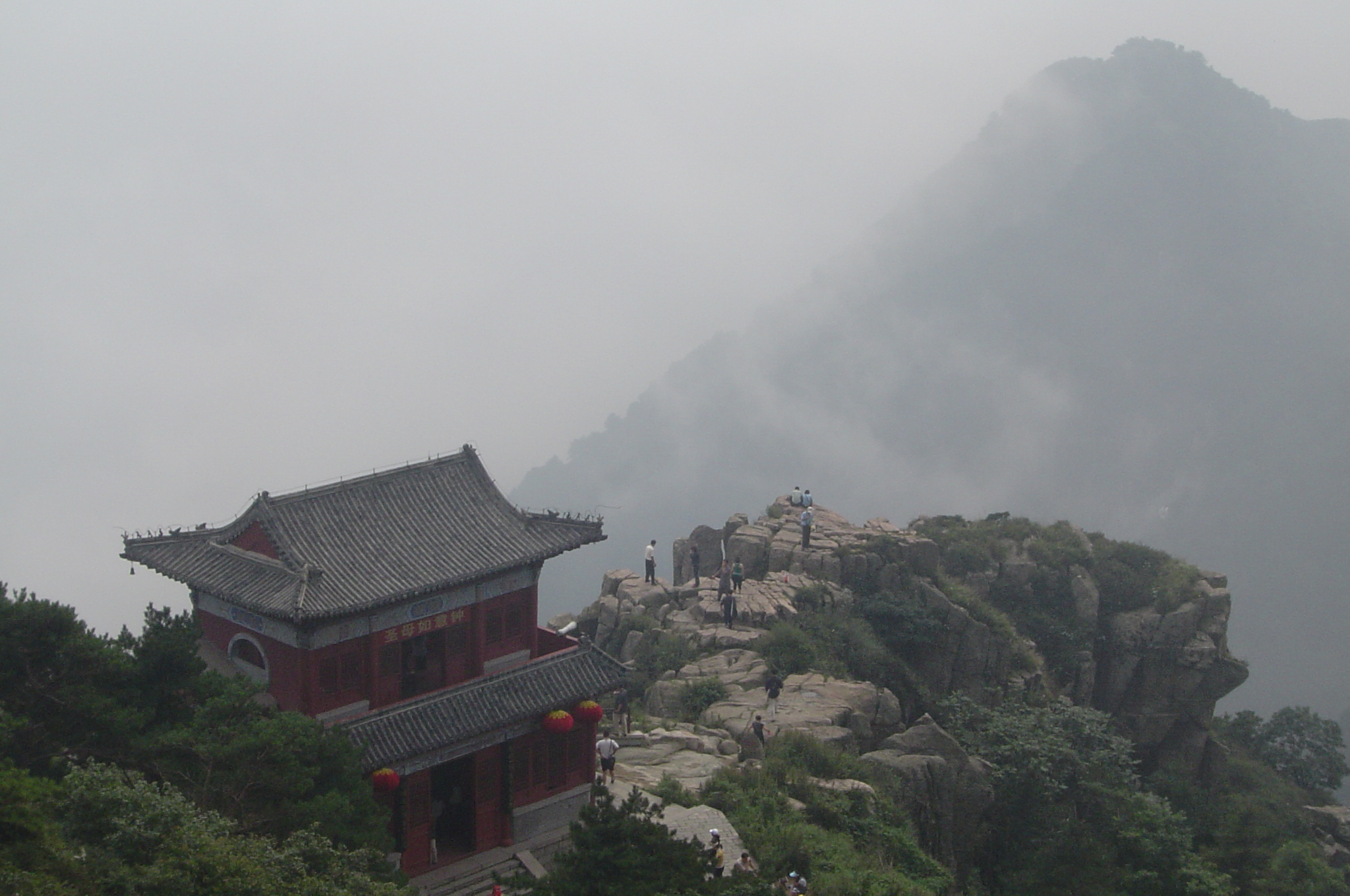
泰山是中国第一个被评为世界遗产的名胜。

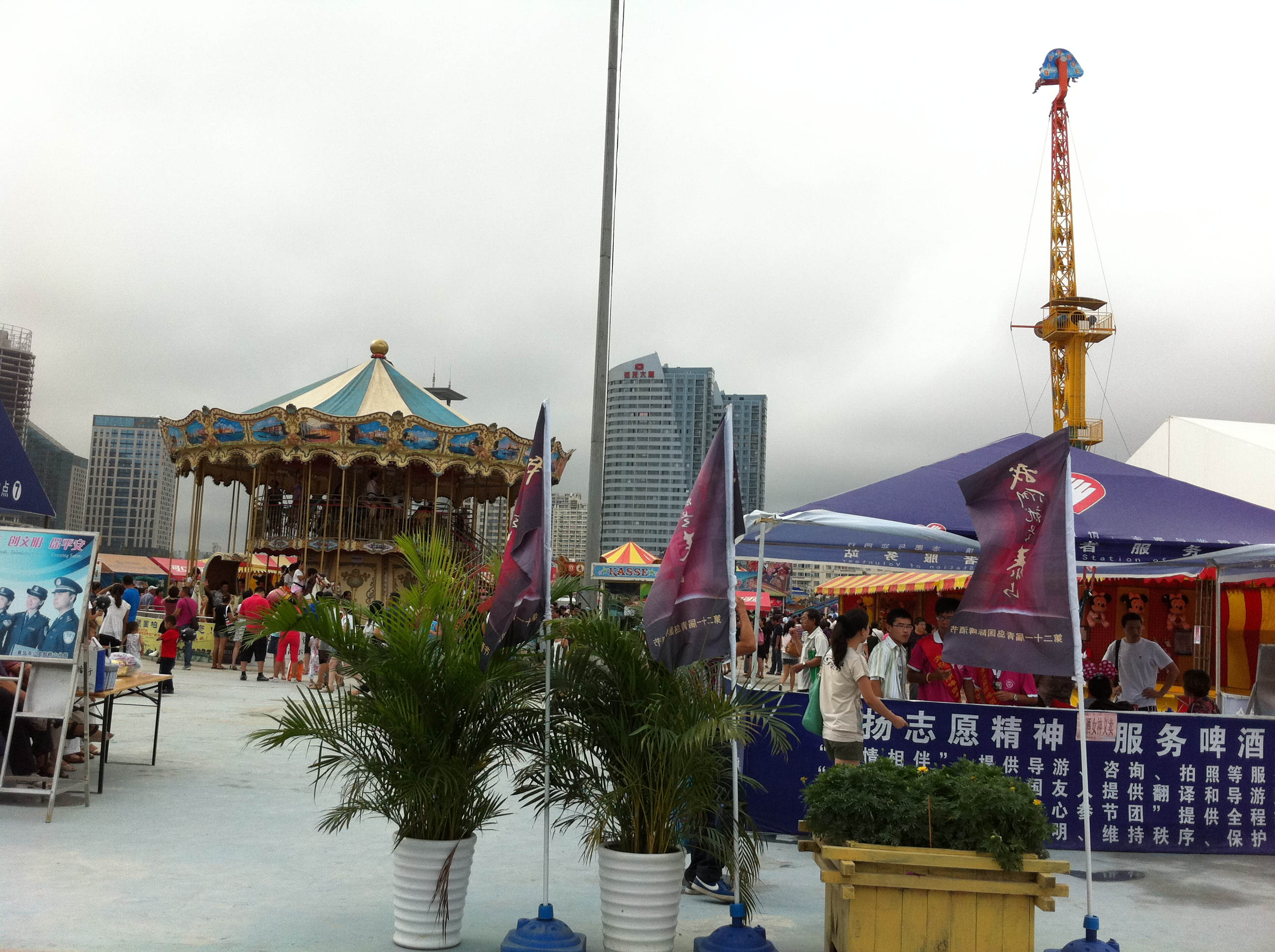
2011年青岛国际啤酒节

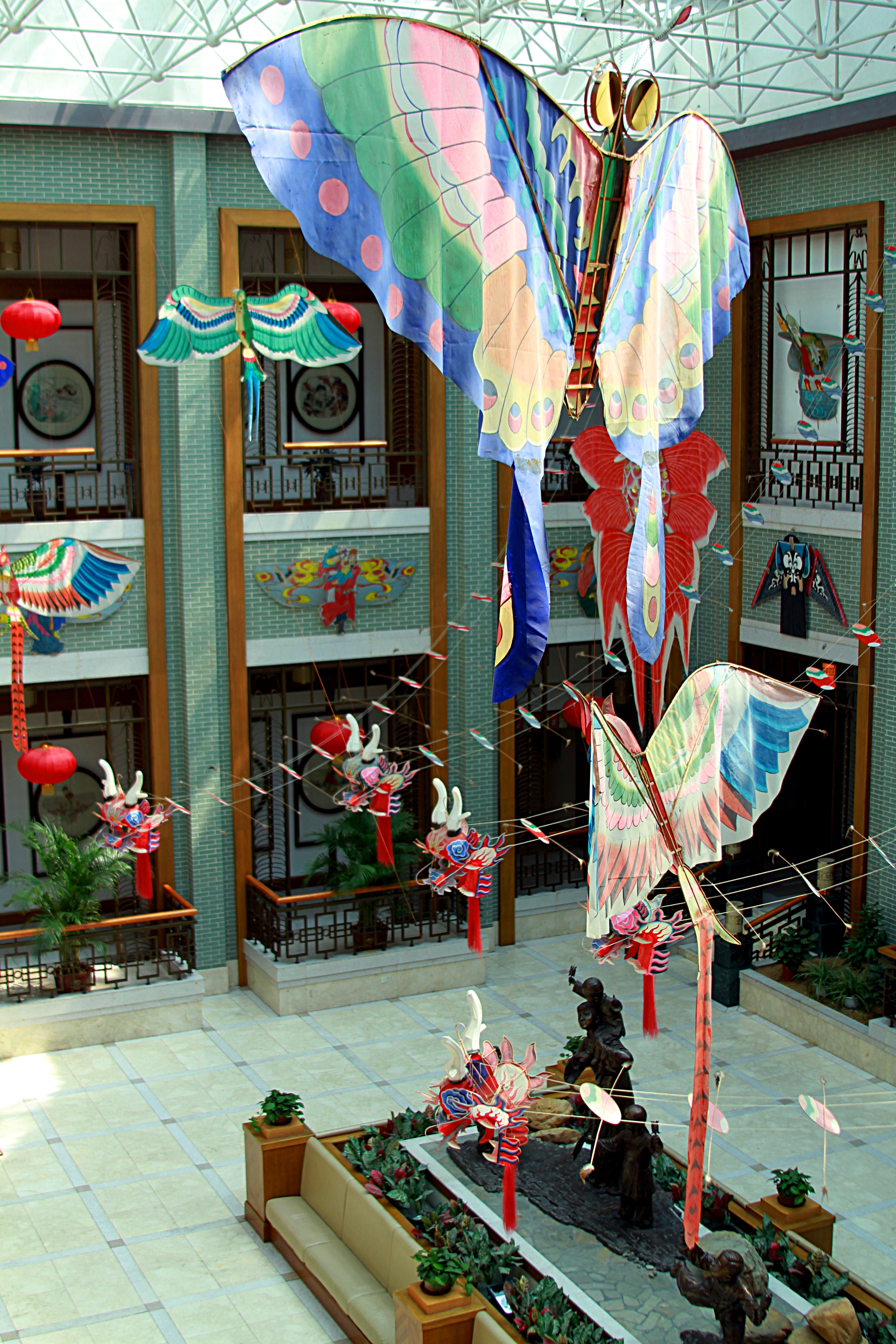
潍坊国际风筝会

山东旅游业是山东经济的重要组成部分，2012年，占GDP比重达到8.23%。2015年，山东省内有旅行社2109家，旅游消费总额7062亿元，其中入境游客消费28.9亿美元，国内游客消费6505.1亿元。截止到2015年3月，山东省有星级饭店752家。

## 发展
1978年，山东省旅行游览事业管理局成立 。1986年，山东省旅游局制定了“七五”和“八五”旅游业发展计划。从1986年至1988年，是山东旅游业发展较快的时期。1993年，全省接待海外游客达28.4万人次，旅游创汇7739万美元；接待国内游客3370万人次，旅游收入15.2亿元人民币 。1999年，山东有一个国家级旅游度假区和12个省级旅游经济开发区及度假区，年接待海外游客的能力达23万人次；旅行社达240家，旅游车船公司41家。2014年，山东省接待国内外游客60023.1万人次，其中如今游客445.7万人次；旅游消费总额6192.5亿元。

## 旅游产品
山东的旅游产品可分为历史文化、民俗风情、人文自然景观和新景新貌四大类型。山东历史文化悠久，东夷文化、齐鲁文化源远流长，其後是儒家之發源地；全省有旅游景点千余处，其中世界级遗产4处。
截至2011年6月，山东有博物馆96个，公共图书馆147个，群众艺术馆、文化馆156个。其中青岛市博物馆、中国海军博物馆、中国甲午战争博物馆、青州市博物馆、山东博物馆、烟台市博物馆和潍坊市博物馆为国家一级博物馆。截至2015年12月，山东有国家级旅游资源446处。其中国家历史文化名城10处；山东省历史文化名城10处；重点文物保护单位196处；国家级风景名胜区5处；国家级自然保护区7处；国家森林公园42处；国家地质公园13处；国家级非物质文化遗产173项。全省共有A级景区783处，其中国家5A级旅游景区11处，另有多处山东省文物保护单位（列表）。部分景点列表如下：
- 5处国家重点风景名胜区：泰山、崂山、胶东半岛海滨、博山、青州、千佛山
- 7处国家级自然保护区：马山国家级自然保护区、黄河三角洲、长岛、山东山旺国家地质公园、滨州贝壳堤岛与湿地、荣成大天鹅、昆嵛山
- 10座国家历史文化名城：曲阜、济南、青岛、聊城、邹城、临淄、泰安、蓬莱、烟台、青州[16]
- 10座山东省历史文化名城：济宁、临清、淄博、潍坊、枣庄、滕州、临沂、莒县、文登、惠民
- 42处国家森林公园：崂山、抱犊崮、泰山、腊山等[17]
- 13处国家森林公园：山旺国家地质公园、泰山国家地质公园、长山列岛国家地质公园、青州国家地质公园等
- 11处国家5A级旅游景区：蓬莱阁、曲阜明故城（三孔）、泰山、崂山、龙口南山、刘公岛、台儿庄古城、济南天下第一泉风景区（趵突泉-大明湖-五龙潭-环城公园）、沂蒙山、青州古城、华夏城